# Kalimán
Kalimán, El Hombre Increíble (en la mayor parte de los números de la historieta, el nombre aparecía sin tilde, Kaliman) fue un programa de radio y luego también una historieta de origen mexicano, que narraba las aventuras del superhéroe Kalimán y de su joven compañero Solín, descendiente de los faraones. Estuvo vigente entre 1963 y 1991.

## Origen
Esta serie la creó originalmente Modesto Vázquez González en 1963, con personajes ideados por Isidro Olace y Carlos Chacón, para la radio mexicana. Al inicio se llama el personaje Kalima y tenía novia. Se grabó un programa de 15 minutos, lo escribió Benjamín de la Torre de Aro, fracasó, entonces lo llevan con Rafael Curberto Navarro, gerente de RCN, él lo bautiza como Kalimán, y también le da el nombre a Solín (antes era Olin). Victor Fox suple a Benjamín de la Torre.  Isidro Olace empezó como actor de reparto en la serie radiofónica y luego se volvió el narrador oficial. Tras el éxito inicial de las aventuras del personaje en este formato, en 1965 se produjo el salto a la historieta, y fue entonces cuando alcanzó su mayor popularidad. Bajo la pluma de Héctor González Dueñas (Víctor Fox) y Clemente Uribe Ugarte, quien firmaba como Clem Uribe, la revista se vendió semanalmente durante 26 años sin interrupciones, a lo largo de 1351 números consecutivos, y se difundió no sólo en México, sino por toda Centroamérica, en algunos países sudamericanos y en el Caribe. Cabe destacar que Víctor Fox nunca compró los derechos y Clem Uribe acuñó frases que quedaron en la memoria: «La mente es el arma más poderosa, aquel que domina la mente lo domina todo». Se desarrollaron argumentos para la radio y las historietas, que publicó Editora K. En 1991, la historieta se canceló definitivamente. Uno de sus referentes fue «Tamakún, el vengador errante», un personaje surgido de la radionovela cubana en diciembre de 1941 y creado por el escritor cubano Armando Couto.

## Trayectoria
Kaliman inició como un programa de radio el 16 de septiembre de 1963. Las series se siguen transmitiendo por XERED-AM 1110 kHz (antes, RCN (Radio Cadena Nacional)—, en la Ciudad de México y en diversas estaciones de México, así como en otros países de América Latina. A la fecha, se han transmitido más de 30 series con miles de capítulos de media hora.
En principio, Radio Cadena Nacional, S.A., bajo la dirección de Rafael Cutberto Navarro Huerta, produjo la serie. La lista del personal incluyó: a Luis Manuel Pelayo, en la voz de Kaliman; a Luis de Alba, como Solín; a Rafael Luengas, como El Conde Bartok; a Isidro Olace, en la narración; a Marcos Ortiz, en la dirección. Los guiones estuvieron a cargo de Víctor Fox (seudónimo de Héctor González Dueñas) y de Clem Uribe, sobre argumentos de Rafael Cutberto Navarro Huerta y de Modesto Ramón Vázquez González.[cita requerida]
Antes de morir, Luis Manuel Pelayo y Modesto Vázquez realizaron una grabación de la aventura «El collar de Nefertiti», que nunca se ha transmitido por radio, pero está disponible en CD o en casete.
En octubre de 2015, en ocasión del 50.º aniversario de la primera historieta publicada, comenzó a transmitirse en la radio MVS 102.5 FM de la Ciudad de México, con ediciones de producción de la estación, haciendo un mix de producción de la grabación original (la cual presenta tecnología más moderna que las primeras series, ya que se grabó más de 20 años después), con la tecnología del momento.
El pináculo de popularidad del personaje fue en la década de 1970, tanto en su formato original de radio como en el de historieta. Hoy día, las historias de Kaliman sigue teniendo demanda del público en su tierra natal.

## Argumento
Kaliman es el séptimo hombre de la dinastía de la diosa Kali. Es un hombre justo que dedica su vida en cuerpo y alma a combatir las fuerzas del mal, siempre acompañado de un niño egipcio, descendiente de faraones, llamado Solin.
Los orígenes de Kaliman son ambiguos, existe un mito referente a que sería descendiente de una antigua civilización que habitaría las profundidades de la Tierra conocida como Agharta, pero es un relato inconcluso. Por otra parte, y por motivos aún desconocidos, siendo apenas un recién nacido, fue encontrado flotando en una cesta por un príncipe llamado Abul Pasha, quien lo habría adoptado como su hijo y heredero del reino de Kalimantán, ubicado en un ficticio punto de la India. Una mezcla con notable influencia judeocristiana de las historias de Jesús y de Moisés.
El primer ministro, sabiendo que Kaliman heredaría el reino, secuestró al bebé sin que nadie se percatara y lo lanzó en un río. Kaliman logra salvarse milagrosamente. Su padre, el príncipe Abul Pasha, sale a buscarlo junto con unos soldados, pero es asesinado por unos malhechores para robarlo. Kaliman es criado por unos cazadores y después por una tribu de mongoles. Ya adolescente, se embarca en una serie de aventuras por el mundo. Luego llega al Tíbet, donde es educado para desarrollar su mente y su físico con entrenamiento en artes marciales como judo, karate y jiu jitsu. Aquí, es notable la mezcla de homenajes a Mowgli, Marco Polo, Buda y Bruce Wayne (Batman), entre varios otros.
Ya adulto (indefinido, los datos registrados varían entre los 20 y los 77 años o más), Kaliman conoce su origen y regresa para hacer justicia. Estando ya en su palacio, el primer ministro se le acerca para apuñalarlo por la espalda, pero su madre adoptiva se interpone y muere. Kaliman renuncia al trono, dona casi todas las tierras y riquezas a sus súbditos y se marcha nuevamente al Tíbet. Superada esta iniciación, Kaliman decide tomar un camino errante alrededor del mundo, en aras de hacer el bien y defender la justicia, en el lugar que sea necesario y enfrentando a cualquier enemigo, pero bajo la promesa de jamás matar, no importando la circunstancia.

## Aventuras
Las aventuras del personaje, en su afán de justicia, lo han llevado a recorrer diversas regiones del planeta, tanto en historieta como en radio, enfrentando una infinidad de peligros y desventuras, que se ubican a medio camino entre lugares y hechos inspirados en hechos y lugares reales y de ficción.
Kalimán ha debido hacer frente a organizaciones criminales del hampa, especializadas en el tráfico de drogas y armas, personajes místicos, extraterrestres, asesinos a sueldo, nazis e incluso seres de ultratumba como vampiros, muertos vivientes y licántropos.
En todas ellas, se ha hecho acompañar de un niño egipcio llamado Solin, un pequeño discípulo que admira la nobleza e inteligencia de Kaliman. Compañero de viaje, a quien conocería en su primera aventura, será el único personaje de soporte consistente en las historias, ya sea como ayuda (o estorbo), pero principalmente como sujeto de preocupación de Kaliman, al meterse en varios embrollos durante el desarrollo de las tramas, sea por su inocencia, su innata curiosidad o por su cercanía con el protagonista.
La primera aventura de Kaliman en historieta, llamada «Profanadores de tumbas», lleva sus pasos a la tierra egipcia, donde enfrenta a una peligrosa banda de malhechores especializados en robar tumbas y tesoros antiguos. En ella, conoce al que será su permanente compañero de aventuras, Solín, un vivaz niño que presume ser descendiente directo de una antigua dinastía de faraones, sin considerar que la última, la de Ptolomeo XIII y Cleopatra, fue asesinada por César Augusto y no dejó descendiente vivo alguno. De hecho, la historia de Solin es plausible dentro del contexto de la historieta, ya que Cleopatra Selene II, una de las hijas de Cleopatra y Marco Antonio, últimos faraones de Egipto, sobrevive como prisionera en Roma, y al casarse con Juba II se convierte en reina de Mauritania y, gracias a sus cuatro hijos, logra prolongar la dinastía de los Ptolomeo.
En la segunda aventura, «El valle de los vampiros»; Kalimán y Solín viajan a Inglaterra, y allí enfrentarán un peligro sobrenatural, pues conocerán al Conde Bartok y sus cómplices, de los cuales destacan Yorvich, el jorobado y Yésica, una atractiva vampiresa; además de la madre de Yorvich, la bruja Amadea. El hombre increíble se ve mezclado en esta aventura al ser culpado del homicidio de un amigo, supuestamente por robarle la esmeralda Romanoff. En la persecución del verdadero asesino, un inglés de nombre Smith, llegan al condado de Rindley, el cual vive asolado por la presencia de los vampiros humanos y de los demonios que les sirven. Allí, los problemas de Kaliman se incrementan pues también debe ayudar a Ruth de Thornell a escapar de la lascivia de Bartok; quien desea desposarla, para lo cual ha asesinado a su padre y ha secuestrado a su prometido, el joven Jim Preston.
Kaliman, para terminar con las atrocidades del Conde Bartok y de sus cómplices, y valiéndose de sus poderes, ha logrado engañarlo, haciéndose pasar por vampiro humano.
Después vinieron otras aventuras contra otros memorables villanos, como Humanón, la Araña Negra en repetidas ocasiones, Karma, y varios más.
En la radio se pueden citar, entre otras:
- "Los asesinos de la Máscara Roja", en la que Kaliman y Solin inician esta aventura en Río de Janeiro (Brasil). Los Asesinos de la Máscara Roja es una poderosa organización criminal mundialmente reconocida que decide asaltar un banco de Río de Janeiro en pleno carnaval. Allí asesinan a Luigi Geovany, un amigo de Kaliman, pero que ahora estaba unido a la Máscara Roja. Desde ese momento, Kaliman busca desmembrar a la organización, tanto en las peligrosas selvas del Amazonas (donde conoce a la bella aborigen Ixtakumá); como en Maracaibo, enfrentándose al naufragio de un crucero que viajaba por el Caribe y que a su vez servía de transporte de valiosos valores, víctimas de las ambiciones de la organización a través del agente de la organización, el Capitán Jean Skarlo. También vive sus aventuras en México, Estados Unidos (en donde intentan asaltar a un banco, por medio del Día Negro, pero Kaliman interviene y lo evita) y Reino Unido (en donde asaltan al tren de Londres a Chelsea y logran robar 13 millones de libras esterlinas en oro macizo que pertenecía a la realeza, para luego embarcarlo en el barco Reina Victoria que parte de Liverpool a Lisboa). En el trayecto a Lisboa son interceptados por otro barco de iguales características (llamado Príncipe San Carlos) para cambiar las rutas y los nombres de los barcos y así nadie sospeche de que llevan una gran cantidad de oro. Kaliman siempre está tras los malhechores ayudado por Greta Gary. Sin embargo en el viaje a bordo del barco, Kaliman es capturado. De esta manera llegan a Tánger (Marruecos); pero antes de que atraquen en puerto, Kaliman se libra de su prisión y provoca el hundimiento del barco, echando a perder los planes de la Máscara Roja. De esta manera comienza la cacería de los integrantes de la organización a través de las mezquitas de un pueblo conocido por su población de maleantes. Así, Kaliman, después de reunirse nuevamente con su amigo Solin que lo siguió, logran descubrir los escondites de los maleantes hasta dar con el cabecilla de la organización, una supercomputadora altamente inteligente, construida por La Araña Negra, eterno rival de Kalimán, quien antes de ser vencido, pone explosivos en diferentes lugares de Tánger incluyendo a la prisión donde estaba Kaliman, Solin y Greta Gary (quien al final resultó ser esposa de la Araña Negra), pero sus planes de destrucción fracasan gracias a la habilidad de Kaliman para librarse de la Araña Negra y desactivar las bombas controladas por la supercomputadora.
- "El viaje fantástico". Aventura atemporal en las islas griegas. Kaliman y Solin participan de un viaje por el mar de Grecia con el fin de recrearse. Más tarde descubren que el viaje tiene como propósito capturar a un tiburón blanco único en su especie. Al ser capturado provocan la furia de Neptuno [dios de los mares] quien, furioso, levanta una tormenta que destruye el barco. Kaliman y Solin se salvan llegando a una isla. Allí salvan a Calipso [hija de Zeus] y se ganan la enemistad del malvado Poseidón. Este le roba la juventud a nuestro héroe y comienza la aventura más fantástica de Kalimán. Debe buscar a su enemigo y luchar cuerpo a cuerpo para recuperar su juventud. Además de esto, tiene que probar su inocencia ante todos los dioses de que no raptó a Calipso.
- "El Valle de los Vampiros". Sir Frederic Flagherty, un aristócrata inglés amigo de Kaliman, decide venderle a Este el último vestigio de su fortuna, la esmeralda Romanov, pero antes de hacerlo es asesinado y la esmeralda es robada. La hija de Sir Frederic, Alice, y el inspector Douglas de la policía de Londres sospechan de Kaliman como autor del crimen, pero la verdad es que el verdadero asesino es Mortimer, un experto lanzador de cuchillos que desea venderle la esmeralda a un tercero, un tal señor Smith.

Kaliman, decidido a encontrar al asesino de su amigo, escapa de la jefatura de policía y se entrevista con Alice, a quien convence de su inocencia. Analizando cuidadosamente un número de indicios que encuentra en la escena del crimen, Kalimán deduce la identidad del asesino y lo descubre en un parque de diversiones londinense. Mortimer logra escapar de Kaliman, pero poco después es asesinado por el señor Smith, que le roba la esmeralda. Kaliman persigue a Smith, pero debido a una intervención de la policía este logra escapar en un tren rumbo a la localidad de Rindley, donde piensa venderle la esmeralda al descendiente de uno de sus antiguos dueños, el Conde Bartok.

## Armas y poderes
Kaliman lleva solo una daga que, según él mismo lo dice: «No es un arma: forma parte de mi atuendo». Cuando la situación lo requiere usa unos dardos somníferos que hacen dormir por seis horas a una persona ordinaria. Entre sus poderes mentales están: la hipnosis, el «actus mortis» (o muerte fingida), que consiste en paralizar los latidos del corazón y la respiración, haciendo creer que está muerto; el «viaje astral» (desdoblamiento), capaz de hacer que su mente vaya a otro sitio y dar órdenes mientras que su cuerpo se queda en otra parte. Puede incluso, viendo la pupila de un cadáver, saber qué fue lo último que la víctima vio al morir. Puede proyectar su voz a otro sitio (ventriloquía). También, con solo algunos toques a su rostro, puede cambiarlo y alterar su rostro, cuerpo y el timbre de su voz según le plazca («gesticulaciones»). Es un conocedor de algunos conceptos de ingeniería, matemáticas, física y química. Sabe de historia, filosofía, artes marciales (como judo, karate, entre otras), y domina todas la técnicas de combate y conoce casi todas las ciencias del saber. Por lo que se dice en la historieta, tiene una gran personalidad y un magnetismo irresistible. Su frase favorita es: «Serenidad y paciencia... mucha paciencia». También, domina técnicas tales como telepatía, telequinesis y levitación (la cual casi nunca utiliza), y cada vez que su pequeño amigo Solín le pide una explicación, le responde con su singular frase: «El que domina la mente lo domina todo.»
Kaliman utiliza con frecuencia otras frases, y entre las más populares, aparte de las ya mencionadas: «Solo el cobarde muere dos veces», «Siempre hay un camino cuando se usa el camino de la inteligencia», «El valor consiste en vencer el miedo». También, una de sus más conocidas frases es: «Kaliman, séptimo hombre de la dinastía de la diosa Kali de la justicia y de la venganza. Mil ojos tiene Kali para descubrir la mentira y la maldad, cien brazos para castigar a los culpables», el cual es su lema y rara vez lo menciona: lo cita en el capítulo 4, «El terror del planeta gris», de la radionovela.

## Principales enemigos
Su principal enemigo, siempre derrotado, aparentemente muerto y jamás del todo vencido, es el recurrente Araña Negra, de nombre Martin Lucker, antiguo acróbata circense que con el tiempo se convierte en el criminal más buscado en todo el mundo, nunca deja ver su rostro completamente ya que siempre tiene una máscara negra y un sombrero del mismo color, utiliza toda clase de armas, pero la favorita es su anillo en forma de araña que tiene un veneno de alto poder que al solo tacto provoca la muerte inmediata; la Araña Negra no siente odio hacia Kaliman, simplemente quiere eliminarlo para tener la satisfacción de haber derrotado al mundialmente famoso Hombre Increíble.
Otros enemigos famosos son: Karma, un monje tibetano aspirante ―junto con Kaliman― al grado de Dragón Rojo, quien lo traiciona al no obtener este rango que para los lamas simboliza la máxima sabiduría. Su «gemelo maligno» Namilak (Kaliman escrito al revés) que posee sus mismos poderes, creado con magia (nunca se aclara quiénes ni cómo lo hicieron) para destruirlo. La Bruja Blanca, una hermosa hechicera que es soberana de un reino de gorilas inteligentes; el ya mencionado conde Bártok, que tuvo su propio título de historietas de terror, entre otros. Cabe destacar que en la aventura del «Viaje Fantástico» Kalimán se gana la enemistad de un dios griego llamado Poseidón ―en la mitología griega, el dios del inframundo no se llama Poseidón sino Hades―, donde Kalimán debe luchar contra él en una carrera contra el tiempo para recuperar la juventud que pierde segundo a segundo debido a un hechizo de Poseidón. (Es de aclarar que Poseidón roba la juventud a Kaliman cabalgando en su espalda tras haberlo salvado minutos antes de un pozo).-
Cabe destacar además, en la lista de villanos a Burna, «el extraño Doctor Muerte», primer rival física y mentalmente equiparable al héroe, quien domina la técnica de la transmutación y protagoniza contra Kaliman una de las más célebres batallas cuando el villano se transforma mentalmente en caballo, luego en leopardo y en otras bestias salvajes.

## Aventuras de Kaliman en historietas

### Edición mexicana
La primera publicación salió a la venta en noviembre de 1965. Esta revista se vendió semanalmente por 26 años, a lo largo de 1351 números consecutivos, de los cuales 1308 son originales y el resto reimpresiones.
Posteriormente fue publicada por Corporativo Mexicano de Impresión, S.A. de C.V., en una reedición de 355 números, de 1998 a 2005.
Desde sus inicios y hasta 2006, Kalimán se ha presentado en varias versiones distintas.
Kaliman, en su formato de historieta, ha cautivado a los lectores principalmente por sus aventuras épicas, misteriosas y emocionantes, aunque inverosímiles e inconsistentes. Pero también han tenido un papel importante los trazos, entintados y portadas de los artistas que han dibujado al personaje.
La revista original tenía sus interiores en color sepia, así como la mayoría de las otras versiones, como el Libro Kalimán, Grandes aventuras y la reedición. Algunas de sus presentaciones han sido en color, pero el público aficionado a la revista no acogió este cambio, debido principalmente al mediocre entintado.

### Edición colombiana
En 1965, el circuito radial Todelar adquirió los primeros capítulos de la afamada serie comprados a Victor Fox, convirtiéndose inmediatamente en un éxito rotundo en toda Colombia. Pero la empresa mexicana Editora K, dueña de los derechos reservados de la obra, advierte que Fox no estaba autorizado para vender dichos libretos, por lo tanto no podían explotarse en la radio colombiana. Pero la fiebre por el superhéroe en toda la nación era tan grande, y los compromisos comerciales de Todelar tan poderosos, que la serie no podía suspenderese. Es ahí cuando aparece Álvaro Ruiz Hernández y toma la batuta del proyecto, encargándose de crear nuevos libretos y aventuras para el gran Kaliman y su compañero inseparable Solin. El personaje de Kaliman era interpretado por el primer actor radial de teatro y televisión Gaspar Ospina, y Solin interpretado por la voz femenina de la actriz Érika Krum (1932-2013). Durante los años setenta y ochenta se hicieron famosos, la novela era transmitida en horas de la tarde, se transmitieron capítulos hasta el año de 1995. En el año 2000, Todelar retransmitió dos series del legendario personaje, así mismo se distinguió otro actor del reparto como Iván Cañas, quien muchas veces personificó a villanos que eran obviamente enemigos de Kaliman.
incrementando la popularidad del programa de radio.
Más adelante aparecen las ediciones gráficas de este particular superhéroe en el formato de historietas o cómics, complementando el éxito radial e inmortalizándose en el mercado colombiano.
Los números se traslapan debido a que cada nueva aventura era iniciada en los capítulos finales de la última aventura en edición. Por lo cual al terminar la lectura de una aventura, ya el lector estaba iniciado en la siguiente. Estas ediciones daban el inicio a la nueva aventura dividiendo la revista en dos partes iguales, en la primera parte se presenta el final de la aventura y en la segunda parte (desde la mitad de la revista) se presentan los primeros capítulos de la nueva serie que quedará una vez termine la anterior.

### Edición ecuatoriana
Desde el 17 de septiembre de 2010 hasta el 27 de enero de 2012, el diario El Comercio de Quito, con los respectivos derechos de autor, sacó a la venta la aventura Los misterios de Bonampak, numerada desde el número 1; la gran diferencia es que la numeración de las páginas va desde la pàg. 1 y el siguiente ejemplar continúa la numeración con la 32, y así sucesivamente. Otro detalle de esta edición es que toda la revista está impresa en papel periódico, incluso la portada, es decir, no posee esa portada en papel brillante; además la revista no tiene contraportada. Salía todos los viernes semanalmente.
- «Los misterios de Bonampak», villanos: Capitán Scott
- «El triángulo de la muerte», villanos: Araña Negra, Dr. Tamaro, Mr. X

### Lista de publicaciones
| #  | Título                                    | Año       | Edición mexicana         | Año       | Edición colombiana | Villano(s).                                                       |
| 1  | Los Profanadores de Tumbas                | 1965      | 1-10                     | 1976      | No existe          | Makón, Eric von Kraufen                                           |
| 01 | El Valle de los Vampiros                  | 1966      | 11-32                    | 1976      | 1-22               | Conde Bartok, Yorvich, Yéssica, Amadea                            |
| 02 | Los Misterios de Bonampak                 | 1966      | 33-47                    | 1976      | 23-37              | Capitán Scott                                                     |
| 03 | El Misterio de los Astronautas            | 1966      | 47-64                    | 1976      | 37-54              | Van Zeland                                                        |
| 5  | El Tigre de Hong Kong                     | 1967      | 64-77                    | 1977      | 54-67              | Princesa Jazmín, Tigre de Hong Kong                               |
| 6  | Las Momias de Machu-Pichu                 | 1967      | 77-90                    | 1977      | 67-80              | Comahué                                                           |
| 7  | El Insepulto                              | 1967      | 90-103                   | 1977      | 80-93              | Sacha Moster                                                      |
| 8  | El Extraño Doctor Muerte                  | 1967      | 103-124                  | 1977      | 93-114             | Burna (Doctor Muerte).                                            |
| 9  | La Secta de la Mano Negra                 | 1968      | 124-150                  | 1978      | 114-140            | La Araña Negra                                                    |
| 10 | Los Samuráis, Mensajeros de la Muerte     | 1968      | 147-180                  | 1978      | 137-170            | Dr. Kiro                                                          |
| 11 | Los Magos del Crimen                      | 1969      | 175-212                  | 1979      | 165-202            | Prof. Satanyk, Mr. Averno, Lady Diabolik                          |
| 12 | El Terror Blanco                          | 1969      | 201-244                  | 1979      | 191-234            | Cerebro                                                           |
| 13 | Los Mensajeros de la Muerte               | 1970      | 231-259                  | 1980      | 221-249            | El Pulpo                                                          |
| 14 | Los Muñecos infernales                    | 1970      | 256-287                  | 1980      | 246-277            | Bengala                                                           |
| 15 | El Regreso de la Araña Negra              | 1971      | 280-315                  | 1981      | 270-305            | La Araña Negra                                                    |
| 16 | El Viaje Fantástico                       | 1971      | 310-351                  | 1981      | 300 -341           | Poseidón                                                          |
| 17 | Cerebros Infernales                       | 1971      | 344-387                  | 1981      | 334-377            | Humanón                                                           |
| 18 | Los Jinetes del Terror                    | 1972      | 378-416                  | 1982      | 368-406            | Zulma, Radamés, Jinetes del Terror                                |
| 19 | Los Misterios de la Muralla China         | 1973      | 411-452                  | 1983      | 401-442            | El Caballero Negro                                                |
| 20 | El Asesino Invisible                      | 1974      | 447-485                  | 1984      | 437-475            | Barón de Kruger                                                   |
| 21 | El Faraón Sagrado                         | 1975      | 478-522                  | 1985      | 468-512            | Nefris                                                            |
| 22 | El Dragón Rojo                            | 1975      | 513-572                  | 1985      | 503-562            | Karma, Ling, Kin-Go                                               |
| 23 | La Bruja Blanca                           | 1976      | 563-633                  | 1986      | 553-623            | Tac-Tac, Shiba Tak                                                |
| 24 | El Triángulo de la Muerte                 | 1977      | 622-698                  | 1987      | 612-688            | La Araña Negra, Dr. Tamaro, Mr. X                                 |
| 25 | El Ojo de Satán                           | 1978      | 685-752                  | 1988      | 675-742            | Kardo                                                             |
| 26 | La Venganza de Karma                      | 1980      | 742-817                  | 1990      | 732-807            | Tarot, Karma                                                      |
| 27 | La Sombra del Terror                      | 1981      | 806-887                  | 1991      | 796-877            | El Conde Bartok                                                   |
| 28 | La Séptima Muerte                         | 1982      | 880-944                  | 1992      | 870-934            | Karla, Namilak                                                    |
| 29 | Magia Negra                               | 1983      | 935-989                  | 1993      | 925-979            | La Araña Negra                                                    |
| 30 | Las Panteras de Estambul                  | 1984      | 978-1018                 | 1994      | 968-1008           | Príncipe Sakiri                                                   |
| 31 | El Buda Negro                             | 1985      | 1009-1070                | 1995      | 999-1060           | Ramar                                                             |
| 32 | Las Máscaras de la Muerte                 | 1986      | 1061-1101                | 1996      | 1051-1091          | Lukas Hunt                                                        |
| 33 | El Terror Chino                           | 1986      | 1092-1153                | 1996      | 1082-1143          | Lin-Poo                                                           |
| 34 | La Ciudad de los Muertos                  | 1987      | 1144-1194                | 1997      | 1134-1184          | Doctor Hill                                                       |
| 35 | Terror bajo Tierra                        | 1988      | 1186-1236                | 1998      | 1176-1206          | Nefris                                                            |
| 36 | Los Guerreros Rojos                       | 1989      | 1227-1273                |           | No existe          |                                                                   |
| 37 | El Hombre que cayó de la Luna             | 1990      | 1264-1308                |           | No existe          | Cosman                                                            |
| 38 | La Leyenda de Kalimán                     | 1969      | Libro                    |           |                    |                                                                   |
| 39 | El Terror Invisible                       |           |                          |           | No existe          | El profesor Drakma (Esta aventura solo existe en versión radial). |
| 40 | El Ser Supremo                            | 2005      | 1-10 (color, inconclusa) | No existe |                    | Fritz Hagen                                                       |
| 41 | El Origen de Kalimán. "El Legado de Kali" | 2019-2021 | 1-4 (color)              | No existe | No existe          | Mahakaalam                                                        |

Entre 1989 y 1990 se publicó Kaliman de Lujo. El formato en el que fue impreso, casi cuadrado, era similar a otras colecciones contemporáneas, y se estima que no tuvo tanto éxito como las otras colecciones del personaje, por lo que solo se publicaron 17 números.  
01. El Collar de Nefertiti
02. La Serpiente Humana
03. La Amenaza del Escorpión
04. El Dragón de San Francisco
05. Los Ojos de la Serpiente Ciega
06. El Imperio de Lunatik
07. Los Adoradores de Satán
08. Explosión Nuclear
09. Muerte para el Planeta Tierra
10. Los Monstruos de la Isla Jurunai
11. El Misterio del Lago
12. La Muerte de Kalimán
13. Las Perlas de Sangre
14. El Chacal de Taiyuan
15. El Valle del Terror
16. La Leyenda de Can Chac
17. La Momia Africana

## Cine
Al igual que ocurriese después del paso del radioteatro al cómic, gracias a la popularidad del personaje, no tardó mucho en considerarse adaptar una de sus aventuras al cine en una versión con personajes reales.
Kalifilms, S.A. de C.V. fue creada exclusivamente para la incursión en el cine del personaje creado por Modesto Vázquez y Rafael Cutberto Navarro. Se filmaron dos películas, ambas dirigidas por Alberto Mariscal.
En 1972 se exhibió la primera de dos películas, siendo titulada como Kalimán, el hombre increíble. Para su guion, se utilizó como base la primera historia del personaje, llamada Profanadores de tumbas; en su rodaje se ocuparon locaciones tanto en México como Egipto.
Para el papel de Kalimán, el elegido fue el actor canadiense Jeff Cooper, y para el papel de Solín, al español Nino del Arco. En esta película participaron actores de la talla de Susana Dosamantes, Adriana Roel o Carlos Cardán.
La película fue bien recibida en su país de origen, lo que se vio reflejado en un éxito de taquilla en los cines donde fue exhibida.
En 1976, se estrenó la segunda película titulada Kalimán en el siniestro mundo de Humanón, adaptación de la serie Cerebros infernales, ambientada en locaciones de Brasil y México.
Nuevamente para el papel protagónico se eligió a Jeff Cooper, pero para Solín se optó por un nuevo actor llamado Manolo Bravo (alias Manolito), Humanón fue interpretado por Milton Rodríguez, y también participa Lenka Erdos.
Si bien fue bien recibida nuevamente en México, no alcanzó el éxito de taquilla de su predecesora, además de cerrar el paso hasta el día de hoy del personaje por la pantalla grande.
En 2003 Vanguard Cinema reedita la segunda película, misma que pone a la venta en Estados Unidos, y esta puede ser adquirida por medio de amazon.com. En 2012 se pone a la venta la primera película, esta vez reeditada por la empresa mexicana Óptima Films. Con esto están a disposición de los fanes las dos películas en formato DVD. Ambas reediciones no contienen material extra y solo la editada por Vanguard Cinema contiene subtítulos en inglés.